# Osel somálský
Osel somálský (Equus africanus somaliensis) je poddruhem osla afrického. Poprvé byl objeven v regionu jižního Rudého moře poblíž dnešní Eritrey, Etiopie a Somálska. Nohy osla somálského jsou horizontálně černě pruhované podobající se pruhům zebry.

## Synonymum
- Equus africanus somalicus

## Popis
Osel somálský se vyznačuje velmi dobrou odolností na suché klima a schopnostmi přežít delší dobu v extrémních podmínkách pouště. Tento osel dokáže přežít i velmi dlouho bez přísunu tekutin podobně jako např. velbloud. Velmi tvrdá kopyta mu umožňují se pohybovat po vyschlém a kamenitém podkladu. Ve volné přírodě je osel somálský kriticky ohrožen vyhubením a řadí se tak mezi nejohroženější savce na planetě. Poslední odhad výskytu těchto zvířat ve volné přírodě byl vyčíslen na přibližně 600 jedinců, v zajetí žije kolem 230 zvířat.

## Výskyt
Tento druh osla je nejvíce rozšířen v oblasti Somálska a Etiopie.

## Chov v zajetí
Osel somálský je pro svou nenáročnost často chován v zajetí. V České republice ho chová Zoo Dvůr Králové, Zoo Liberec a Zoo Ústí nad Labem